# Normand (cheval)
Pour les articles homonymes, voir Normand (homonymie).
Ne doit pas être confondu avec Anglo-normand (cheval), Cheval en Normandie ou Cheval normand.
Normand (né en 1869, mort en 1883) est un étalon trotteur né en Normandie, l'un des grands reproducteurs à l'origine de la race du Trotteur français. Descendant du quasi Pur-sang Young Rattler, il est le père de l'étalon Cherbourg.

## Histoire
Normand naît en 1869,, à Montmartin-en-Graignes, dans la Manche (Normandie, France) chez M. Touzard. D'après Edmond Gast, sa jumenterie connaît son moment de gloire pour avoir fait naître ce chef de race.
Il effectue sa carrière de course sous les couleurs d'A. du Rozier. Acquis par le gouvernement français, il est mis à la reproduction au Haras national du Pin.
Il est abattu pour cornage à l'âge de 14 ans, n'ayant engendré que quarante-six trotteurs qui lui valurent d'être tête de liste des étalons trotteurs en 1880 et 1883.

## Description
Normand est un étalon de robe bai-brun, mesurant 1,62 m. Il est réputé pour avoir un mauvais tempérament, et des problèmes respiratoires.

## Origines
Normand est un fils de l'étalon trotteur Divus, et de la jument trotteuse Balsamine,. L'étalon Young Rattler apparaît deux fois dans sa généalogie, côté paternel et côté maternel. Il fait donc partie, avec l'étalon Conquérant, de la famille de Young Rattler.

## Descendance
Normand est l'un des deux étalons qui influencent le plus significativement l'élevage du trotteur Anglo-normand durant les années 1860, avec Conquérant. Il est à l'origine d'une famille de trotteurs ; son plus célèbre descendant est l'étalon Cherbourg. R. Robert le considère comme l'un des étalons à l'origine du Trotteur français.

### Lignée de Normand
Lorsqu'il établit les lignées de la race trotteuse en France en 1896, Paul Guillerot attribue à deux étalons descendants de Young Rattler la fondation d'une lignée trotteuse : Conquérant et Normand. Il le justifie du fait que chacun de ces deux étalons a « procréé des trotteurs d'un si grand ordre que l'un et l'autre ont des droits à donner leur nom à leur descendance respective ».
Visualiser la lignée de Normand sous forme de graphe

## Hommage
Le semi-classique (aujourd'hui groupe II) Prix Louis-Forcinal a remplacé en 1955 le Prix Normand, qui existait déjà en 1919.